# Scie sabre
La scie sabre est une scie dont le mouvement est mécanisé par ajout d'un moteur ; celui-ci est généralement électrique, que ce soit sur batterie ou sur une prise. Il existe des modèles pneumatiques. Le moteur apporte un mouvement alternatif d'avant en arrière pour la lame, propre à l'outil. Cette conception allège fortement le travail de l'utilisateur. La scie sabre est inventée en 1951 par Milwaukee sous la marque déposée « Sawzall »,.
La scie sabre permet de scier sans avoir accès à la deuxième face de la pièce à scier. Comme une scie sauteuse dont elle reprend la cinématique de fonctionnement (mouvement alternatif en va-et-vient d'une lame), mais contrairement à celle-ci, elle n'a pas besoin d'être nécessairement en appui sur la pièce à découper.

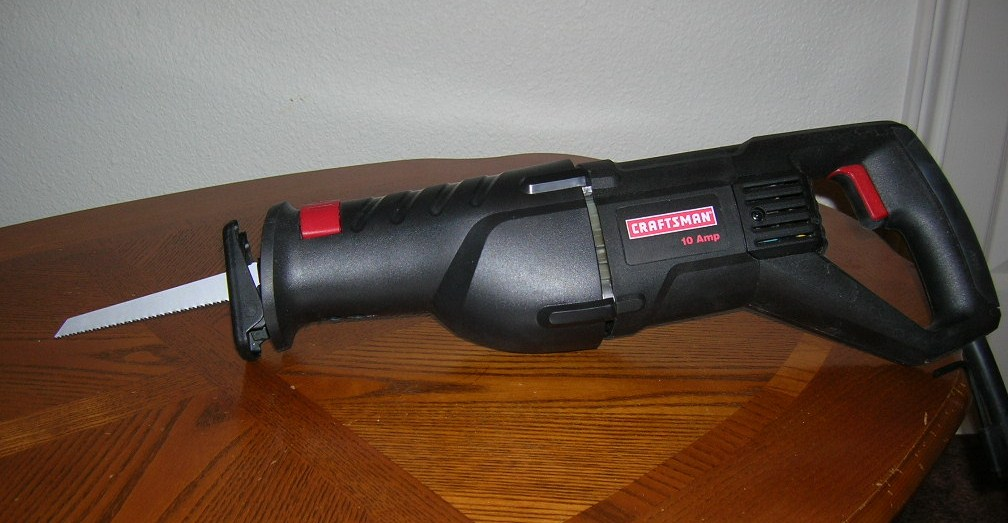
Scie sabre

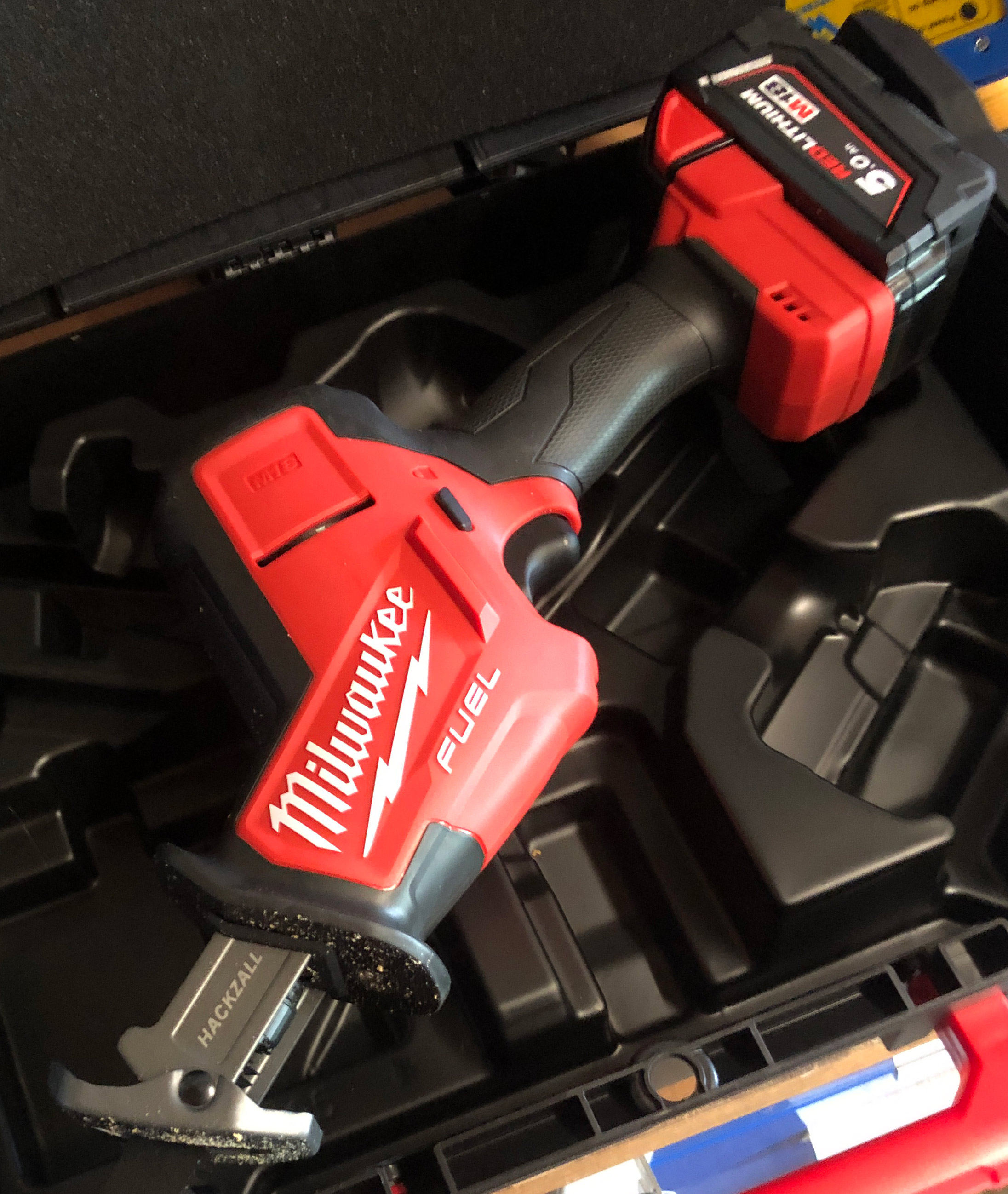
Scie sabre sur batterie, marque Milwaukee.

Elle permet donc de scier facilement, par exemple, une plaque de plâtre en plein milieu, sans faire d'avant trou (grâce à l'inclinaison de l'angle d'attaque de la lame). Mais aussi du bois, du métal, du plastique, des tubes etc.
Le plus souvent elle est employée lorsque l'accès n'est pas aisé et dans des positions « acrobatiques » que sa prise en mains, comme un sabre à bout de bras. Elle est également utilisée pour la démolition par l'adjonction de lames uniques pouvant découper nombre de matériaux différents. Il existe des lames plus spécifiques, adaptées à toutes les matières pouvant être découpées avec ce principe.